# Mikszáth Kálmán (politikus)

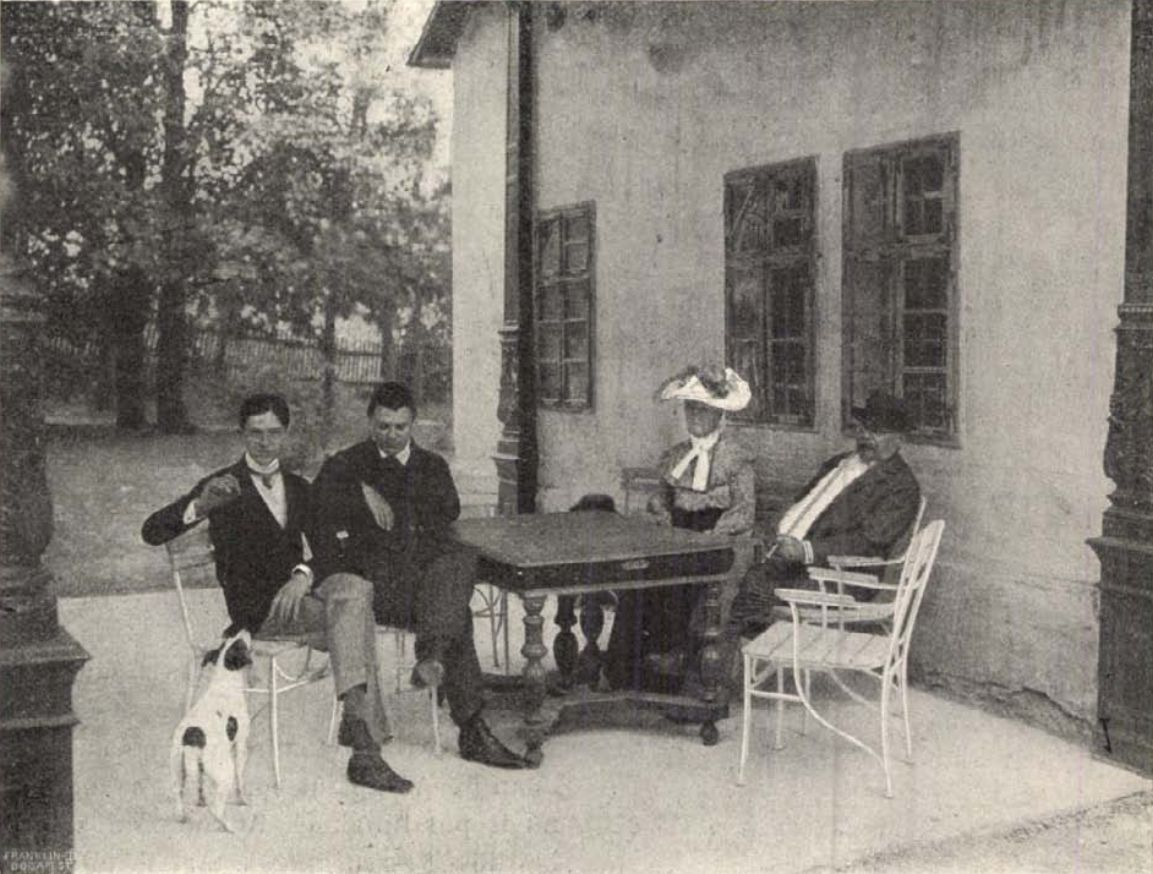
Mikszáth Kálmán László (balról a második) öccsével és szüleivel Horpácson (1905)

Kiscsoltói Mikszáth Kálmán László (dr. ifj. Mikszáth Kálmán; Budapest, 1885. április 28. – Budapest, Ferencváros, 1950. december 20.) jogász, politikus, Miskolc főispánja, Mikszáth Kálmán író fia.

## Családja és származása
Budapesten született Mikszáth Kálmán (1847–1910) író és farkasfalvi Mauks Ilona (1853–1926) második gyermekeként. Apai nagyszülei Mikszáth János (1808–1873), szklabonyai földbirtokos, árendás mészáros és kocsmáros, és a kisnemesi származású Veress Mária (1823–1873) voltak. Anyai nagyszülei farkasfalvi Mauks Mátyás (1825–1876), balassagyarmati szolgabíró, ügyvéd, földbirtokos és Hercsút Kornélia voltak. Öccse Mikszáth Albert író, újságíró volt.

### Házassága és leszármazottjai
1913. március 19-én Budapesten feleségül vette Földes Lívia Bernardine Klementinát (Budapest, 1882. június 28. – Budapest, 1970. április 13.), akinek a szülei Földes Béla (1848–1945), közgazdász, statisztikus, egyetemi tanár, miniszter, a Magyar Tudományos Akadémia tagja, a magyar közgazdaságtan és statisztika kiemelkedő alakja, valamint Hollander Anna (1856–1945) voltak. Ifjabb Mikszáth Kálmánnak Földes Líviától született Mikszáth Antal nevű gyermeke (1914–1975), aki a második világháború után Párizsba emigrált. Dr. Mikszáth Kálmán Miskolc után véglegesen visszavonult a politikától. 1950. december 20-án délelőtt háromnegyed kilenckor, hatvanöt éves korában hunyt el agylágyulás, függőér-meszesedés következtében.

## Élete
Alap- és középfokú iskoláit a fővárosban végezte el. A Pázmány Péter Tudományegyetemen jogi tanulmányokat folytatott, itt szerezte meg jogtudományi doktorátusát – kitüntetéssel. Ezután Párizsban, a Sorbonne-on tanult, Károlyi Mihállyal, a későbbi miniszterelnökkel együtt. London következett, itt jogi-közigazgatási tapasztalatokat szerzett.
Hazatérése után bekapcsolódott az itthoni közéletbe, ismertté vált publicistaként is. 1911-ben ügyvédi vizsgát tett, és Budapesten ügyvédi irodát nyitott, ám hamarosan visszatért Horpácsra, családi birtokára. Tisza István Nemzeti Munkapártja szimpatizánsaként figyelemre méltó közjogi-politikai tanulmányokat írt (A vármegye reformjáról, 1913; Az általános szavazati jog, 1917). Az első világháború alatt az Országos Hadsegélyező Bizottság munkatársa volt. A háború után Bethlen István szűkebb köréhez tartozva elindult az 1922-es nemzetgyűlési választásokon, de sikertelenül. Visszavonult Horpácsra, ahol gazdálkodott és tanulmányokat írt (A kötelesség állama felé, 1926), egyéb írásai fővárosi lapokban jelentek meg.
Sztranyavszky Sándor államtitkár ösztönzésére rövidesen újra bekapcsolódott a politikai életbe, és Miskolc főispánja lett. Tisztségét 1926 júliusa és 1932 októbere között töltötte be. Működése Hodobay Sándor polgármestersége idejére esett, de ugyanekkor volt megyei főispán a Gömbös-párti Borbély-Maczky Emil, aki a fajvédők képviselőjeként ismert. Kapcsolatukra az állandó konfliktusok voltak a jellemzők. Pedig beiktatási beszédében Mikszáth a politikasemleges működést helyezte előtérbe: 
„A főispánnak nincs programja, nem arra való, hogy politikailag enunciáljon. A miniszternek van programja, a főispánnak kötelességei vannak. […] őrködni [fogok] a fölött, hogy a gondjaimra bízott közérdekből egy jottányit sem hagyjak elsikkadni sem a politika, sem a helyi torzsalkodások piszkos karmai között. […] nem politizálni jöttem, hanem dolgozni”.
Mikszáth főispán miskolci évei aktívak voltak, tevékeny vezetőként ismerték meg. Működése egybeesett a bethleni konszolidáció időszakával, amikor a városban az amerikai újjáépítési célú Speyer-kölcsön segítségével számos fontos beruházás valósult meg (például a Zenepalota, a Vásárcsarnok, a Lillafüredi Palotaszálló, az a Soltész Nagy Kálmán utca városi bérházai stb.). 1932-ben saját kérésére visszavonulhatott a főispánságtól, és érdemei elismeréseként megkapta a Másodosztályú érdemkeresztet a csillagokkal kitüntetést. Thurzó Nagy László Miskolci lexikon című könyvében írta, hogy a város közönsége és a politikai pártok eleinte némi idegenkedéssel fogadták a Nógrádból érkező főispánt. 
Az ellenzéki pártok „különös ellenszenvvel viseltettek a kissé palócosan beszélő új főispánnal szemben, mert Bethlen Istvánt vallotta vezérlő csillagának. [… Ez] később lecsillapult, sőt bizonyos rokonszenv nyilvánult meg mellette, amikor a város lakossága látta és tapasztalta, hogy a főispán nem sajnálja a fáradságot, ha a város érdekeiről van szó, s hogy következetesen és energikusan munkálkodik Miskolc érdekében. […] Mikszáth Kálmán egyik érdeme, hogy papírra vetette, bevitte a köztudatba és a minisztériumok előtt is dokumentálta Nagy-Miskolc gondolatát és sürgette a gondolat megvalósítását. Főispáni működését korrektség, a törvények tisztelete és nem pártos alkalmazása jellemezte” – írta.

## Főbb művei
- A vármegye reformjáról, Budapest, 1913
- Az általános szavazati jog, Budapest, 1917
- A kötelesség állama felé, Budapest, 1926
- Miskolc a magyar városok előretörésében; Ludvig-Janovits Ny., Miskolc, 1930 (Miskolci Jogászélet könyvtára)